# 木庭顕
木庭 顕（こば あきら、1951年 - ）は、日本の法学者。専門はローマ法。東京大学名誉教授。

## 経歴
東京都三鷹市出身。1974年、東京大学法学部卒業、東京大学法学部助手。1978年、同助教授。1991年、東京大学大学院法学政治学研究科助教授（大学院重点化に伴う配置換え）。1992年、同教授。2017年、東京大学定年退職、同名誉教授。
フェルディナン・ド・ソシュール、クロード・レヴィ＝ストロースなどの構造主義、マルセル・モースらのフランス人類学などの観点からデモクラシーおよびローマ法の成立過程を分析している。

## 主な受賞歴
- 2011年 - 日本学士院賞
- 2018年 - 朝日賞[1][2]

## 著作

### 単著
- 『政治の成立』（東京大学出版会、1997年）
- 『デモクラシーの古典的基礎』（東京大学出版会 、2003年）
- 『法存立の歴史的基盤』（東京大学出版会、2009年）
- 『ローマ法案内－現代の法律家のために』（羽鳥書店 、2010年／勁草書房、2017年）
- 『現代日本法へのカタバシス』（羽鳥書店 、2011年／みすず書房、2018年）
- 『笑うケースメソッド 現代日本民法の基礎を問う』（勁草書房、2015年）
- 『法学再入門 秘密の扉 民事法篇』（有斐閣、2016年）
- 『笑うケースメソッドⅡ 現代日本公法の基礎を問う』（勁草書房、2017年）
- 『憲法9条へのカタバシス』（みすず書房、2018年）
- 『誰のために法は生まれた』（朝日出版社、2018年）
- 『笑うケースメソッドⅢ 現代日本刑事法の基礎を問う』（勁草書房、2019年）
- 『人文主義の系譜 方法の探究』（法政大学出版局、2021年）
- 『クリティック再建のために』（講談社選書メチエ、2022年）

### 翻訳
- アルナルド・モミッリャーノ『モミッリャーノ 歴史学を歴史学する』（編訳、みすず書房、2021年）
- 『トゥーキュディデースとホッブズ 真のリアリズムを求めて』（編訳、みすず書房、2022年）

## 関連人物
- 片岡輝夫
- アルナルド・モミリアーノ
- エットーレ・レポーレ（wikidata）
- エミーリオ・ガッバ（イタリア語版）